# Pfarrkirche Schleißheim

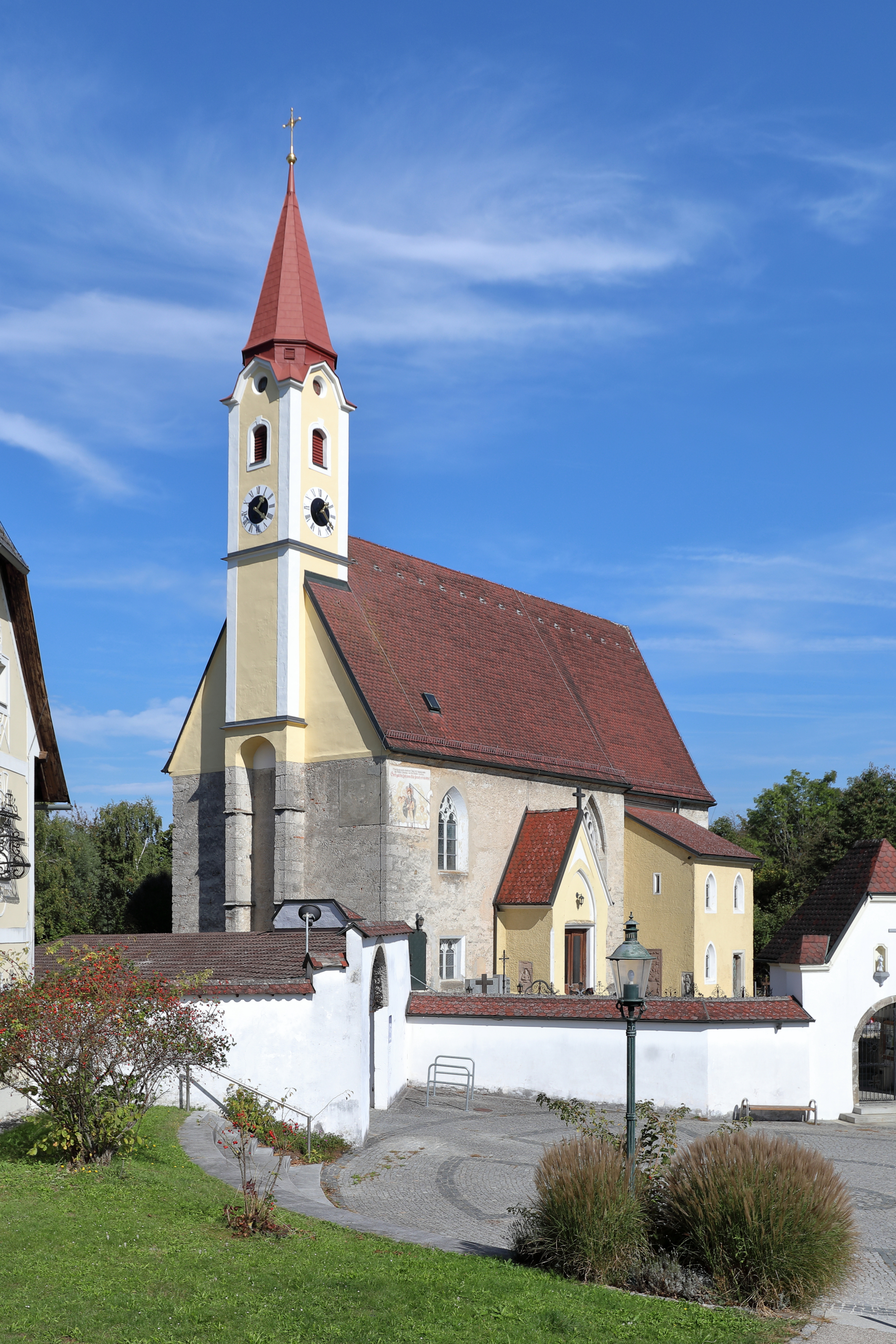
Röm-kath. Pfarrkirche hl. Gallus in Schleißheim

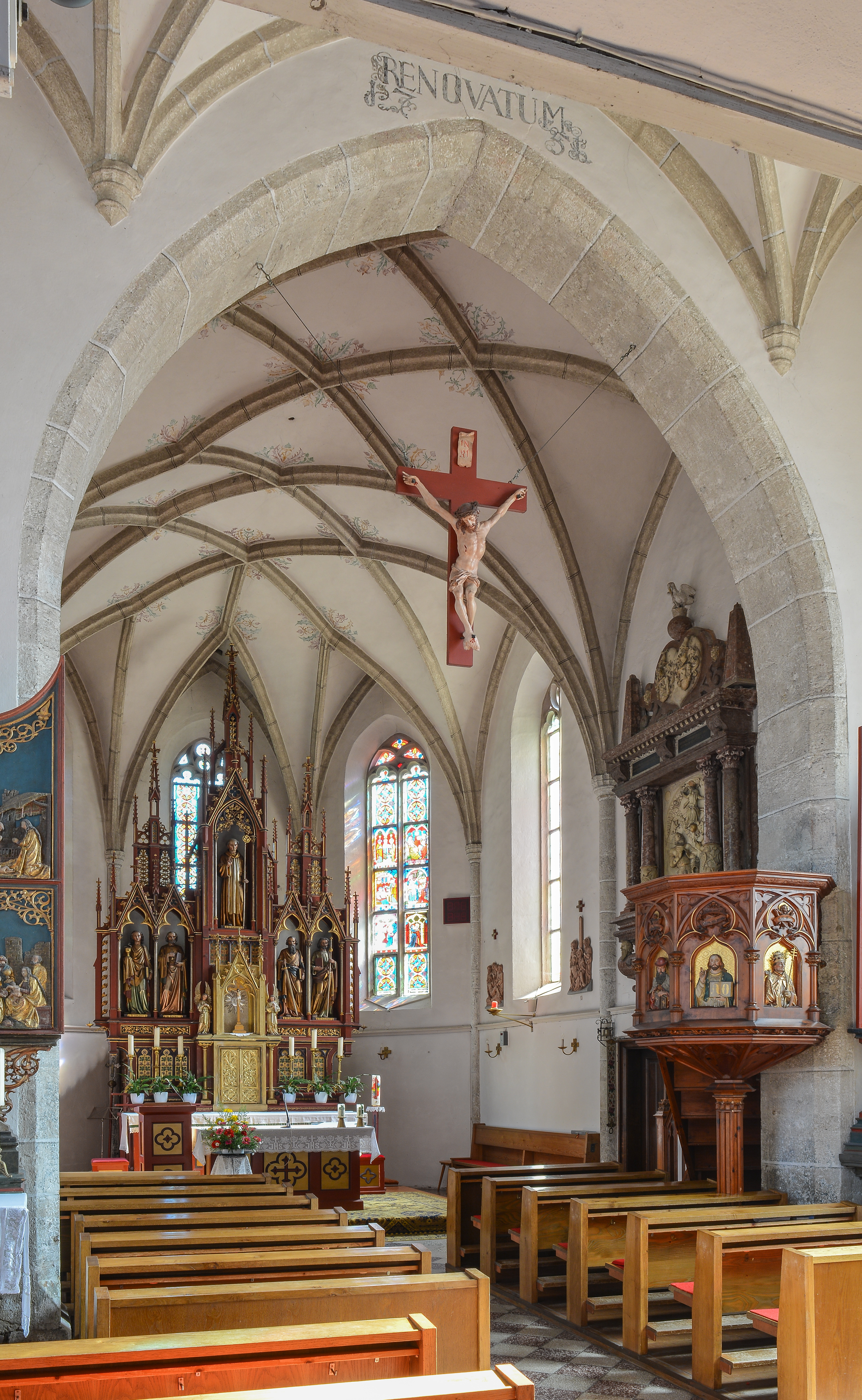
Langhaus, Blick zum Chor

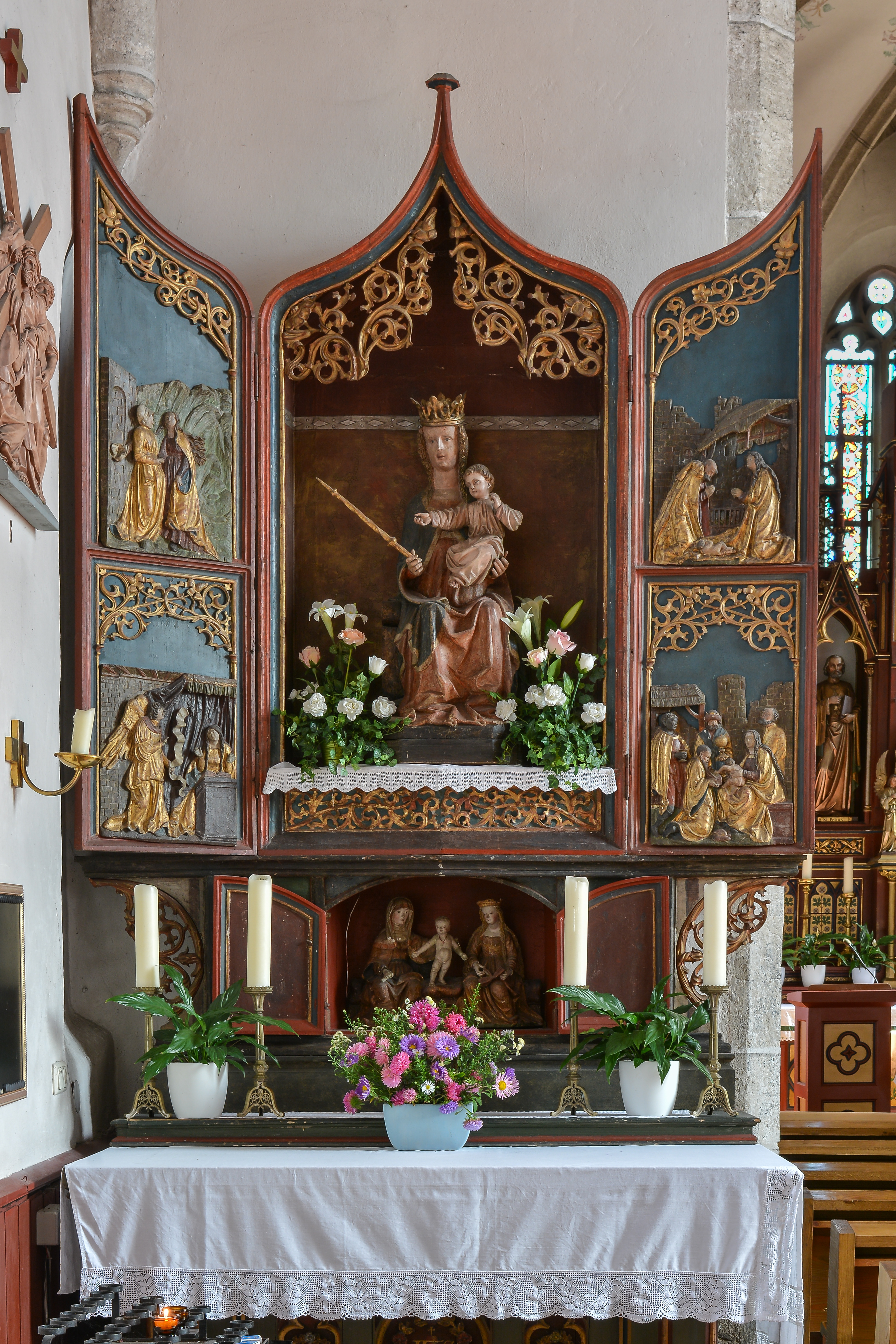
Linker Seitenaltar

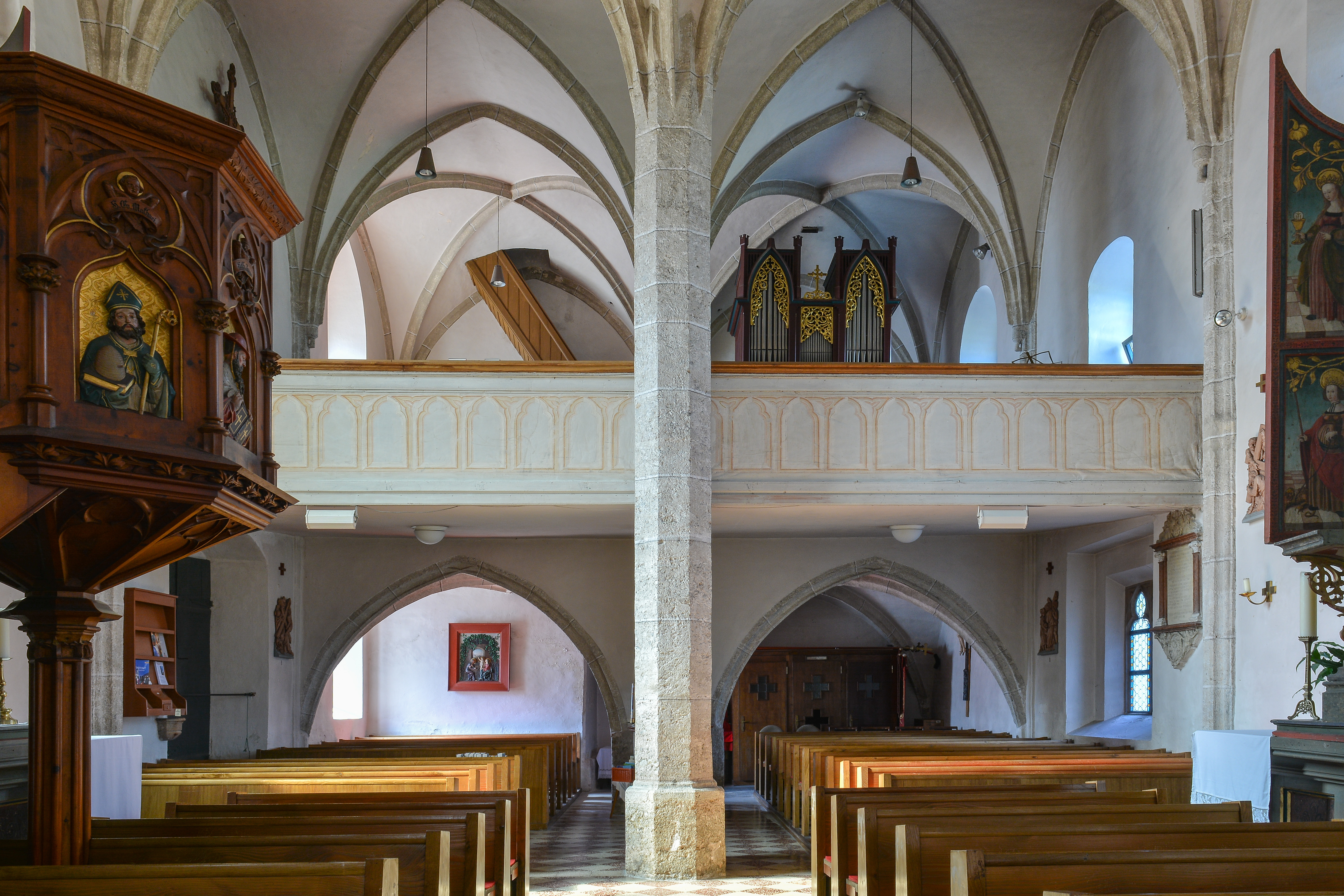
Langhaus, Blick zur Empore

Die römisch-katholische Pfarrkirche Schleißheim steht in der Gemeinde Schleißheim im Bezirk Wels-Land in Oberösterreich. Die dem Patrozinium hl. Gallus unterstellte Pfarrkirche gehört zum Dekanat Kremsmünster in der Diözese Linz. Die Kirche steht unter Denkmalschutz (Listeneintrag).

## Geschichte
Die Kirche wird 1399 das erste Mal urkundlich erwähnt.

## Architektur
Kirchenäußeres
Die Kirche ist eine spätgotische Hallenkirche. Der Kirchturm mit zwei Strebepfeilern hat einen Spitzhelm. Das Nord- und Südportal sind zweijochig.
Kircheninneres
Die spätgotische Hallenkirche ist dreijochig. Darüber ist Kreuzrippengewölbe. Der zweijochige Chor ist eingezogen und netzrippengewölbt. Der Chor schließt im 3/8-Schluss. Die Sakramentsnische ist spätgotisch. Im linken und rechten Chorfenster sind Glasmalereien aus der Zeit um 1400. Links ist der „heilige Nikolaus im Schiff“ dargestellt, auf der rechten Seite „Mariä Heimsuchung“. In der Sakristei befindet sich eine Wappenscheibe mit dem Wappen der Grienthaler von 1583.

## Einrichtung
In den neugotischen Seitenaltären sind Überreste gotischer Flügelaltäre eingearbeitet. Im linken Seitenaltar ist im Schrein eine vollplastische sitzende Madonnenstatue dargestellt. Es handelt sich um eine schwache Arbeit aus der Mitte des 14. Jahrhunderts. Die Gewandung und das Kind wurden in späterer Zeit ergänzt. An den Innenseiten der Flügel sind Reliefs der „Heimsuchung“, „Verkündigung“, „Weihnachten“ und die „Anbetung der Könige“. An der Außenseite der Flügel sind vier weibliche Heilige aus der Zeit um 1520 gemalt. Im Staffelschrein unter der Madonnenfigur ist eine Gruppe „heilige Anna selbdritt“ vom Anfang des 16. Jahrhunderts. An den Flügeln ist außen „Christus Elend“ und die „Schmerzhafte Muttergottes“ dargestellt. An den feststehenden Flügeln sind wappenhaltende Engel von ca. 1520 dargestellt.
Im Schrein des rechten Seitenaltares sind Figuren der Heiligen Johannes der Täufer und Erasmus vom Anfang des 16. Jahrhunderts dargestellt. Die übrigen Statuen stammen aus jüngerer Zeit. An den festen Flügeln sind Gemälde der Heiligen Leopold, Stephanus, Sebald und Lorenz von 1520.  Im Staffelschrein ist eine Figurengruppe, die den heiligen Leonhard, der Gefangene tröstet, dargestellt. Die Figurengruppe stammt vom Anfang des 16. Jahrhunderts. An den Innenseiten der Flügel sind „Christus am Ölberg“ und „Kreuzigung“ gemalt, an den Flügeln ist außen „Christus Elend“ und die „Schmerzhafte Muttergottes“ dargestellt.
Auf der Westempore hängt ein Bild des heiligen Gallus von Josef Stainer aus dem Jahr 1762.
Im Turm der Pfarrkirche Schleißheim hängen 4 Glocken in den Tönen e2, fis2, a2 und h2. Die Glocken wurden 2010 von Grassmayr in Innsbruck gegossen. Zuvor hatte die Pfarrkirche auch 4 Glocken in den Tönen h1, cis2, e2 und gis2 die 1950 von Oberascher in Salzburg gegossen wurden. Jedoch durften diese Glocken nicht mehr läuten da der Turm zu schwanken begann und drohte einzustürzen.

## Grabdenkmäler
Außerdem gibt es bemerkenswerte Renaissance-Grabsteine mit figuralen Reliefs für Hans Dietmar von Grienthal († 1599) und Andreas von Grienthal († 1597). An der Außenwand sind hervorragend gearbeitete Wappengrabsteine aus der Zeit um 1600. Ein römischer Reliefstein an der südwestlichen Ecke der Sakristei mit Darstellung eines „schlangenwürgenden Herkulesknaben“ stammt von einem größeren Grabmal.